# Aristidis Kamaras

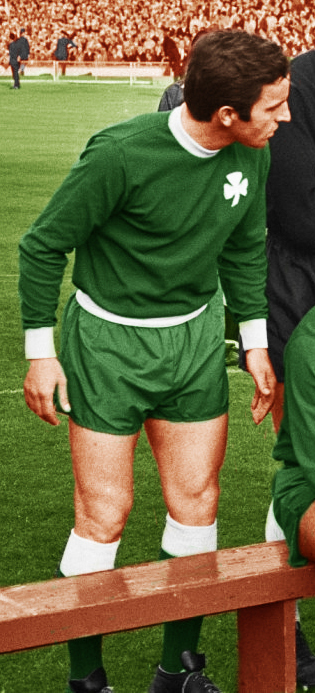
Kamaras (1971)

Aristidis Kamaras (griechisch Αριστείδης Καμάρας, * 2. März 1939) ist ein ehemaliger griechischer Fußballspieler.
Aristidis Kamaras begann seine Karriere bei Apollon Athen, bevor er 1961 zu Panathinaikos Athen wechselte. Bei Panathinaikos spielte er für zwölf Jahre und gewann unter anderem sechs griechische Meisterschaften (1962, 1964, 1965, 1969, 1970, 1972) sowie zwei Pokale (1967, 1969). Zusammen mit Frangiskos Sourpis bildete er dabei eines der bis heute stärksten Innenverteidiger-Duos der griechischen Fußballgeschichte. Höhepunkt seiner Karriere war 1971 die Teilnahme im Finale des Europapokals der Landesmeister, als er im Londoner Wembley-Stadion mit 0:2 Ajax Amsterdam unterlag. Von besonderer Bedeutung waren dabei seine beiden Tore, die er in den Halbfinalspielen gegen Roter Stern Belgrad erzielte und die Panathinaikos den Weg ins Finale ebneten. Aristidis Kamaras zählt insgesamt 359 Erstligaeinsätze (304 davon allein für Panathinaikos) in denen er 20 Tore erzielte. Mit 124 Einsätzen in Folge (20. Mai 1962 bis 19. Juni 1966) sowie 33 Spielen in nur drei Monaten (2. Juni 1971 bis 30. September 1971) hält Kamaras zwei bis heute aktuelle Rekorde im griechischen Fußball. Seine Karriere musste Kamaras im Sommer 1973 im Alter von 34 Jahren beenden, als er sich bei einem Freundschaftsspiel gegen Hertha BSC schwer verletzte. Neben seiner erfolgreichen Karriere bei Panathinaikos gehörte Kamaras über 14 Jahre zum Kader der griechischen Nationalmannschaft, bei der er am 3. Juli 1960 bei einem Freundschaftsspiel gegen Dänemark in Kopenhagen debütierte und insgesamt 30 Länderspiele absolvierte.
Neben dem Fußball hatte Kamaras Jura studiert und sich in Athen als Anwalt niedergelassen. Später wurde er Vorsitzender seines Heimatvereins Apollon.

## Karriere
| Zeitraum  | Verein              |
| --------- | ------------------- |
| bis 1961  | Apollon Athen       |
| 1961–1973 | Panathinaikos Athen |

## Erfolge
- Griechischer Meister: 1962, 1964, 1965, 1969, 1970, 1972
- Griechischer Pokalsieger: 1967, 1969